# Scipione (cognome)
Scipione è un cognome di lingua italiana.

## Varianti
Scipioni.

## Origine e diffusione
Il cognome è tipicamente centro-meridionale.
Potrebbe derivare dal nome Scipione ed essere ricondotto al significato di "bastone, scettro del potere". È quindi affine ai cognomi Bastoni, Mattarello e Randello.